# Sant Jan de Roure
Saint-Jean-Roure és un municipi francès situat al departament de l'Ardecha i a la regió d'Alvèrnia-Roine-Alps. L'any 2007 tenia 253 habitants.

## Demografia

### Població
El 2007 la població de fet de Saint-Jean-Roure era de 253 persones. Hi havia 92 famílies de les quals 20 eren unipersonals (12 homes vivint sols i 8 dones vivint soles), 28 parelles sense fills, 40 parelles amb fills i 4 famílies monoparentals amb fills.
La població ha evolucionat segons el següent gràfic:
Habitants censats

### Habitatges
El 2007 hi havia 186 habitatges, 96 eren l'habitatge principal de la família, 72 eren segones residències i 18 estaven desocupats. 178 eren cases i 7 eren apartaments. Dels 96 habitatges principals, 75 estaven ocupats pels seus propietaris, 20 estaven llogats i ocupats pels llogaters i 1 estava cedit a títol gratuït; 4 tenien dues cambres, 14 en tenien tres, 29 en tenien quatre i 49 en tenien cinc o més. 66 habitatges disposaven pel capbaix d'una plaça de pàrquing. A 36 habitatges hi havia un automòbil i a 52 n'hi havia dos o més.

### Piràmide de població
La piràmide de població per edats i sexe el 2009 era:
| Homes | Edats   | Dones |
| ----- | ------- | ----- |
| 0     | 95 o +  | 0     |
| 0     | 90 a 94 | 0     |
| 0     | 85 a 89 | 0     |
| 0     | 80 a 84 | 0     |
| 4     | 75 a 79 | 0     |
| 0     | 70 a 74 | 4     |
| 8     | 65 a 69 | 12    |
| 8     | 60 a 64 | 8     |
| 0     | 55 a 59 | 4     |
| 4     | 50 a 54 | 8     |
| 4     | 45 a 49 | 0     |
| 12    | 40 a 44 | 12    |
| 8     | 35 a 39 | 20    |
| 8     | 30 a 34 | 8     |
| 12    | 25 a 29 | 12    |
| 4     | 20 a 24 | 8     |
| 4     | 15 a 19 | 20    |
| 8     | 10 a 14 | 16    |
| 4     | 5 a 9   | 4     |
| 8     | 0 a 4   | 4     |

## Economia
El 2007 la població en edat de treballar era de 145 persones, 112 eren actives i 33 eren inactives. De les 112 persones actives 103 estaven ocupades (57 homes i 46 dones) i 9 estaven aturades (5 homes i 4 dones). De les 33 persones inactives 10 estaven jubilades, 9 estaven estudiant i 14 estaven classificades com a «altres inactius».

### Ingressos
El 2009 a Saint-Jean-Roure hi havia 103 unitats fiscals que integraven 273 persones, la mediana anual d'ingressos fiscals per persona era de 13.562 €.

### Activitats econòmiques
Dels 8 establiments que hi havia el 2007, 1 era d'una empresa extractiva, 3 d'empreses de construcció, 1 d'una empresa de comerç i reparació d'automòbils, 1 d'una empresa immobiliària i 2 d'empreses classificades com a «altres activitats de serveis».
Dels 5 establiments de servei als particulars que hi havia el 2009, 1 era un paleta, 1 guixaire pintor, 1 electricista i 2 perruqueries.
L'any 2000 a Saint-Jean-Roure hi havia 19 explotacions agrícoles que ocupaven un total de 608 hectàrees.

## Equipaments sanitaris i escolars
El 2009 hi havia una escola elemental.

## Poblacions més properes
El següent diagrama mostra les poblacions més properes.